# Larry Groce

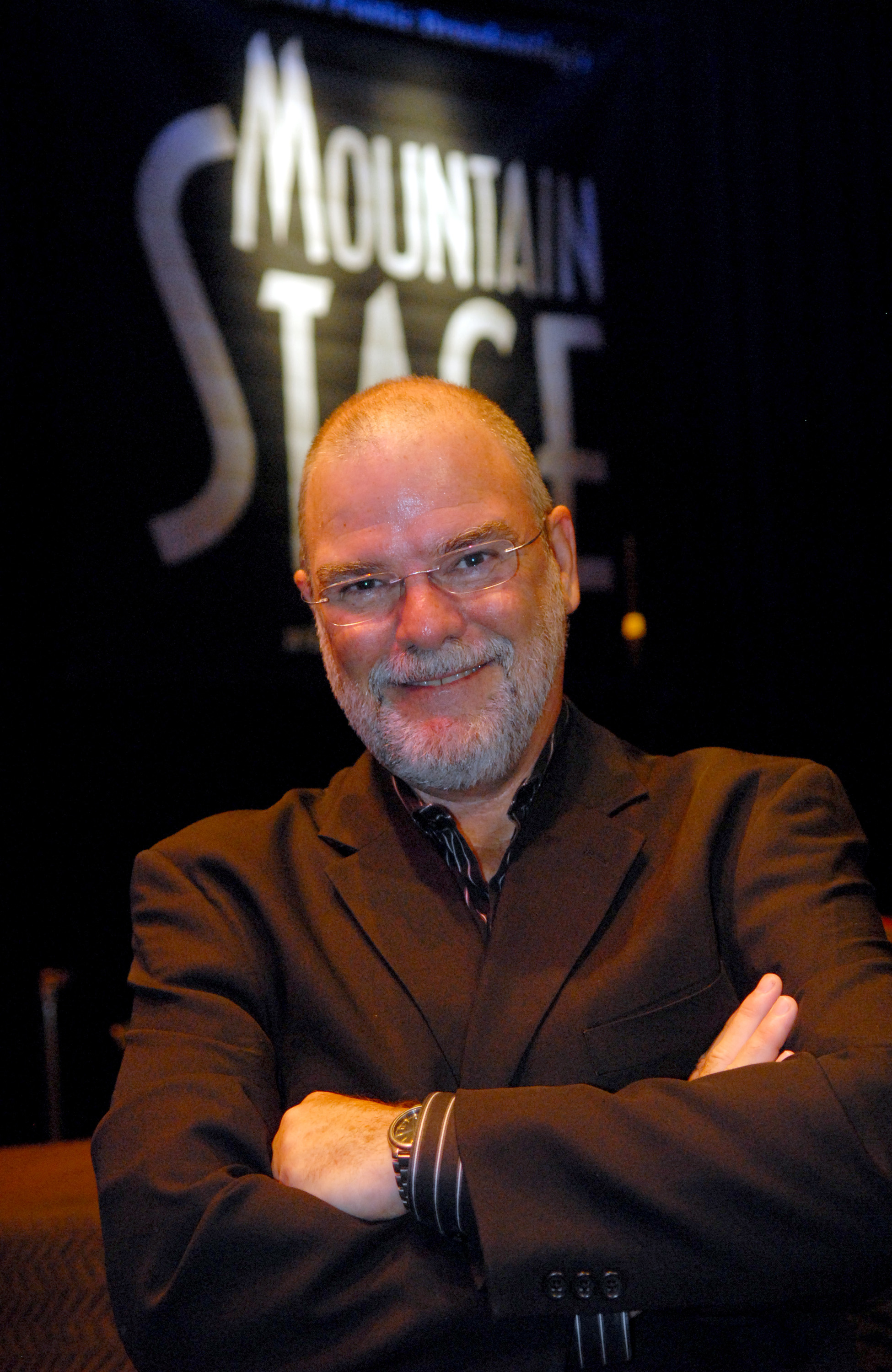
Larry Groce

Larry Groce (* 22. April 1948 in Dallas, Texas) ist ein US-amerikanischer Singer-Songwriter und Radiomoderator. Seit 1983 ist er Moderator und künstlerischer Leiter von Mountain Stage, einem Zwei-Stunden-Musikprogramm von National Public Radio. Bekannt wurde Groce 1976 mit dem Lied „Junk Food Junkie“, das ein Top-10-Hit wurde. Danach nahm er eine Reihe von Liedern für Walt Disney Records mit einer Children's Favorites-Serie  Volume 1 (1979), Volume 2 (1979), Volume 3 (1986) und Volume 4 (1990) auf.

## Persönliches
Larry Groce wohnt in Charleston, West Virginia. Er ist verheiratet mit Sandra Groce und hat zwei Töchter.